# Pastor-de-brie
Pastor-de-brie[a][b] (em francês:  Berger de Brie) é uma raça de cães desenvolvida na França. Apesar de sua origem incerta, seu surgimento foi atribuído a região de Brie, na qual prováveis cruzamentos entre os pastores-de-bauce e os barbet teriam gerado este canino. Um dos cães pastores mais populares do fim do século XIX, tornou-se um dos mais comuns animais de companhia em sua terra natal. Entre as principais curiosidades de sua história está o fato de ter sido soldado na Primeira Guerra Mundial.
Fisicamente pode chegar a medir 69 cm e pesar 34,5 kg. Apesar do temperamento tímido e às vezes agressivo, é visto como bom cão de companhia e guarda. Sua pelagem, levemente ondulada e bastane seca, é descrita como de difícil trato.